# Claude Lecomte
Claude Martin Lecomte (Thionville, 8 settembre 1817 – Parigi, 18 marzo 1871) è stato un generale francese.

## Biografia
Generale di brigata, nel 1870 prese parte alla difesa di Parigi durante la guerra franco-prussiana. Con l'armistizio del 1871, fu nominato comandante del II settore. Il governo Thiers lo incaricò il 18 marzo di recuperare i cannoni posti a Montmartre e vigilati dalla Guardia nazionale. Il tentativo fallì per l'opposizione degli abitanti, delle guardie e degli stessi suoi soldati, che rifiutarono di sparare sui parigini e lo arrestarono. L'episodio fu l'elemento scatenante dell'insurrezione che portò alla fuga del governo Thiers a Versailles e alla costituzione della Comune di Parigi.
Condotto nella sede del comando di legione del XVIII arrondissement, il generale Lecomte fu fucilato nel pomeriggio, sembra dai suoi stessi soldati. È sepolto nel cimitero di Père-Lachaise.